# Osage (Wyoming)
Osage è un census-designated place degli Stati Uniti d'America, situato nella Contea di Weston nello stato del Wyoming. Nel censimento del 2000 la popolazione era di 215 abitanti.

## Geografia fisica
Secondo i rilevamenti dell'United States Census Bureau, la località di Osage si estende su una superficie di 5,0 km², tutti occupati da terre.

## Popolazione
Secondo il censimento del 2000, a Osage vivevano 215 persone, ed erano presenti 61 gruppi familiari. La densità di popolazione era di 42,9 ab./km². Nel territorio comunale si trovavano 124 unità edificate. Per quanto riguarda la composizione etnica degli abitanti, il 96,74% era bianco, il 2,79% era nativo e lo 0,47% apparteneva a due o più razze. La popolazione di ogni razza ispanica corrispondeva allo 0,93% degli abitanti.
Per quanto riguarda la suddivisione della popolazione in fasce d'età, il 19,5% era al di sotto dei 18, il 7,9% fra i 18 e i 24, il 24,7% fra i 25 e i 44, il 28,8% fra i 45 e i 64, mentre infine il 19,1% era al di sopra dei 65 anni di età. L'età media della popolazione era di 44 anni. Per ogni 100 donne residenti vivevano 104,8 uomini.